# Avion suiveur
Un avion suiveur, avion d'accompagnement ou avion d'escorte est un appareil qui accompagne un autre aéronef au cours de vols d'essai, pour observer le déroulement du vol. Pendant de longues années, l'avion suiveur, volant aux côtés de l'avion expérimental, a été le moyen le plus sûr d'assurer la sécurité de celui-ci.

## Rôle de l'avion suiveur

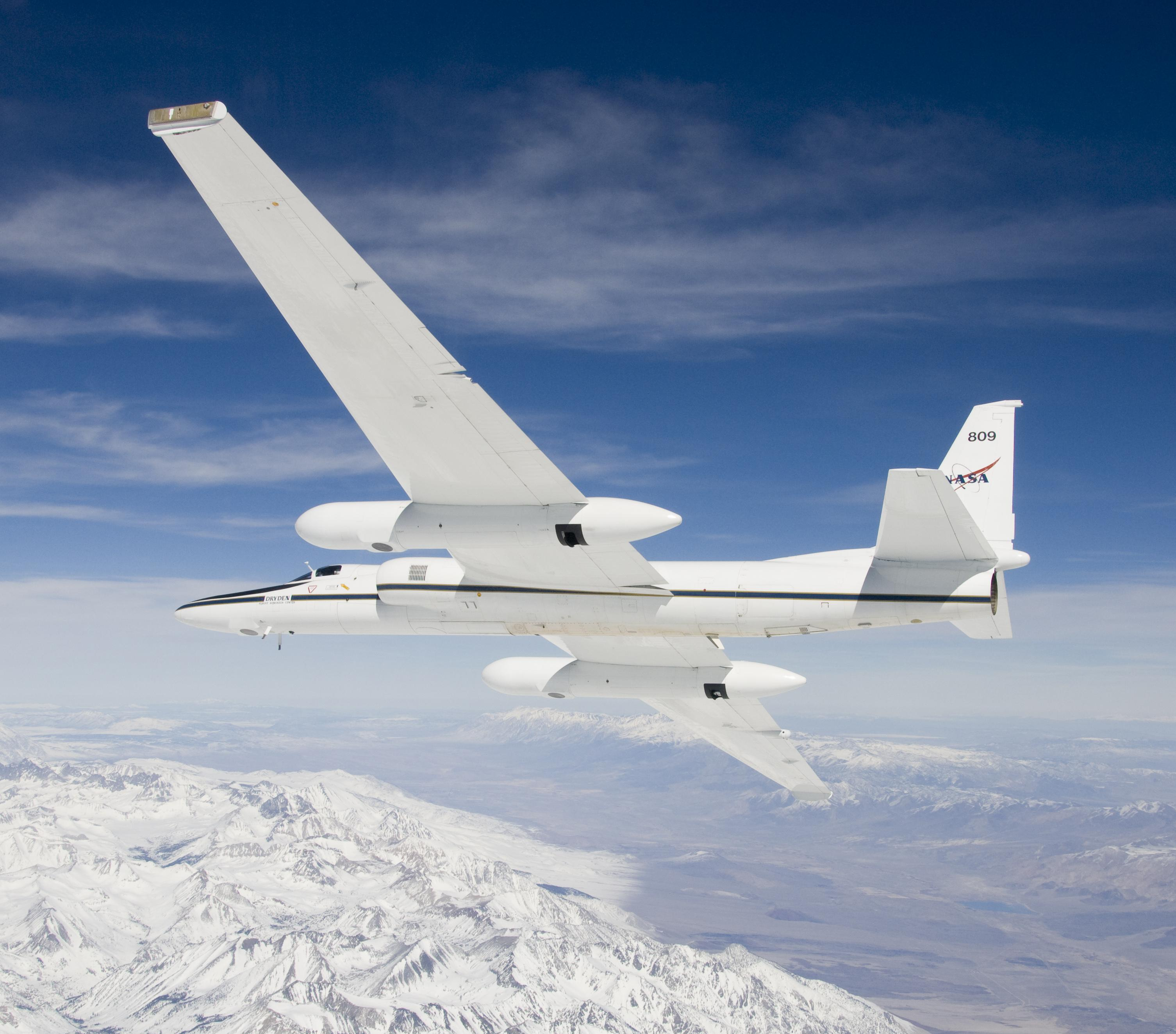
L'avion scientifique de très haute altitude de la NASA, le ER-2, photographié au-dessus de la Sierra Nevada par son avion suiveur.

L'équipage de ce second avion se doit de rester en observation constante pour détecter d'éventuels problèmes sur l'avion d'essai. En cas d'apparition de ces problèmes, leur rôle était d'avertir le pilote de l'avion d'essai et de lui fournir les informations critiques, ainsi qu'aux contrôleurs du vol placés au sol. L'équipage de l'avion suiveur avait également pour mission de s'assurer que le ciel était vide de tout avion trop proche qui aurait pu présenter un risque pour la mission. Ce risque pouvait provenir du risque de collision ou du risque d'espionnage, en cas de vol destiné à rester secret.
Tout comme le vol du prototype 001, le premier vol d'essai du prototype anglais 002 du Concorde, le 9 avril 1969, à partir de l'aéroport de Bristol-Filton (en), a par exemple été escorté par un avion suiveur English Electric Canberra.
Indépendamment de la détection permanente des éventuels problèmes, l'avion suiveur a pour rôle d'observer le comportement de l'avion d'essai et de prendre des photos, pendant les différentes étapes du vol d'essai et les différentes configurations.

## Qualifications de l'équipage de l'avion suiveur

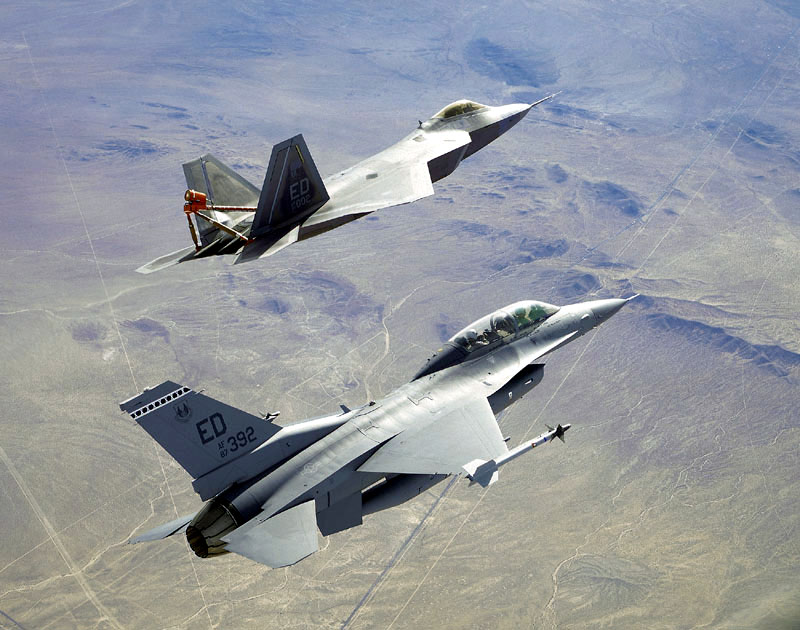
Essais du Lockheed Martin F-22 Raptor, avec comme avion suiveur un F-16D Falcon.

Dans l'United States Air Force, les avions suiveurs ont, depuis les tout débuts des vols d'essai, été également pilotés par des pilotes d'essai, tout comme les avions expérimentaux qu'ils accompagnaient, de manière que les deux équipages aient un langage commun et une vision commune des situations possibles. Les pilotes expérimentés de l'avion suiveur pouvaient ainsi guider un avion d'essai en détresse jusqu'au sol, et assurer un atterrissage d'urgence dans de meilleures conditions dans le cas où un problème majeur aurait surgi.